# تراول سرویس ایرلاینز

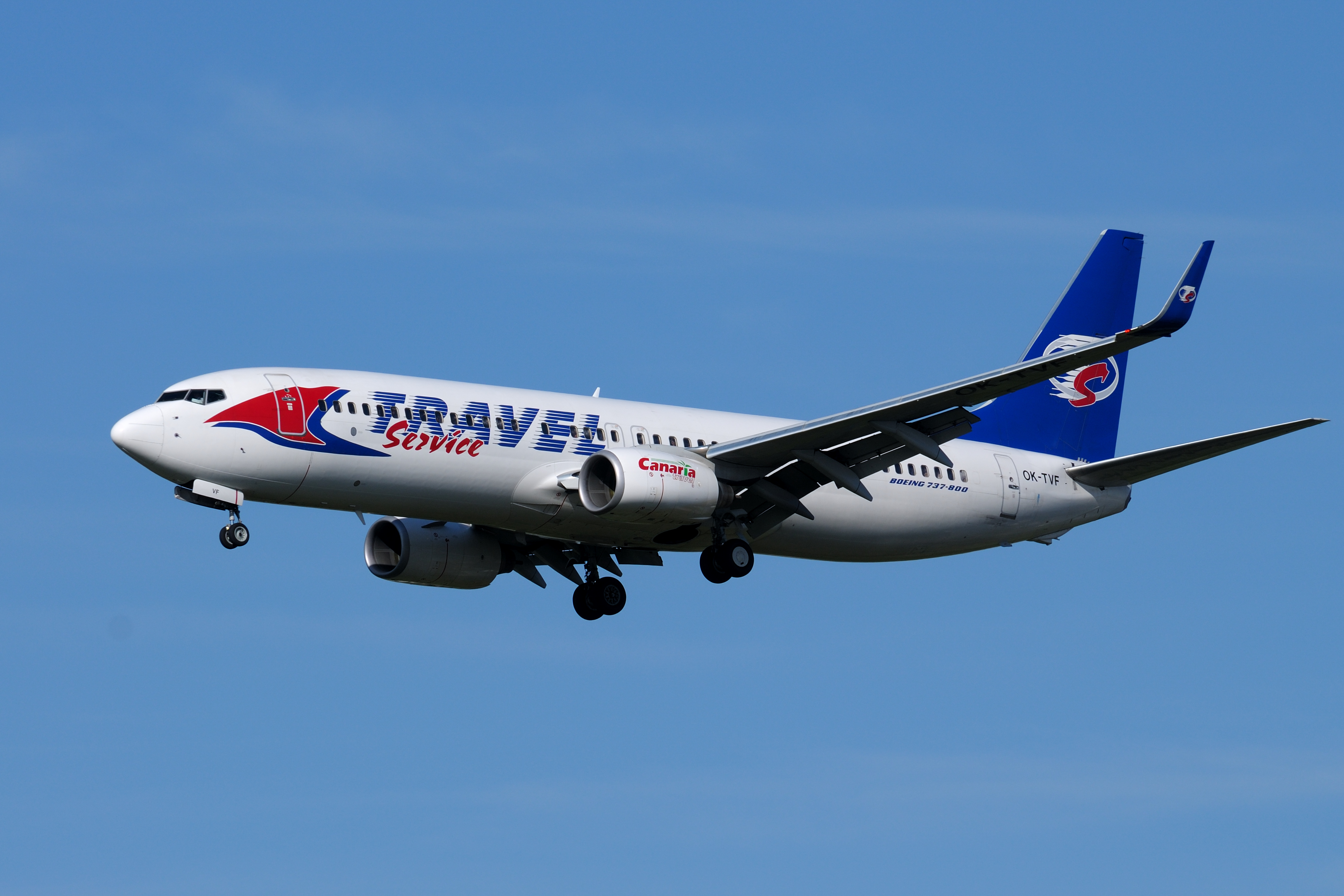
هواپیمای بوئینگ ۷۳۷ متعلق به تراول سرویس ایرلاینز

تراول سرویس ایرلاینز (به انگلیسی: Travel Service Airlines) شرکت هواپیمایی جمهوری چک است، که در سال ۱۹۹۸ تأسیس شد و در حال حاضر روزانه به ۴۶ مقصد پروازهای چارتر دارد، این شرکت همچنین در زمینه دادن اجاره و لیزینگ هواپیما به سایر خطوط هواپیمایی نیز فعالیت می‌نماید.
دفتر مرکزی شرکت تراول سرویس ایرلاینز در شهر پراگ، جمهوری چک قرار دارد و فرودگاه پراگ رازیون، قطب این شرکت هواپیمایی به‌شمار می‌آید. شرکت تراول سرویس ایرلاینز در حال حاضر در ناوگان هوایی خود، دارای ۳۰ فروند هواپیمای جت مسافربری می‌باشد.